# Thamnium expansum
Thamnium expansum là một loài rêu trong họ Neckeraceae. Loài này được (Taylor) Kindb. mô tả khoa học đầu tiên năm 1902.